# Ernst Bachmann (Politiker, 1901)
Ernst Bachmann (* 3. Juni 1901 in Kirchgandern, Kreis Heiligenstadt; † 28. August 1978 in Duderstadt) war ein deutscher SPD-Politiker.
Bachmann war im Ursprungsberuf Kaufmann und wurde in der 3. und 4. Wahlperiode Mitglied des Niedersächsischen Landtages vom 9. August 1958 bis zum 5. Mai 1959 und vom 19. Juni 1962 bis zum 5. Mai 1963.

## Quelle
- Barbara Simon: Abgeordnete in Niedersachsen 1946–1994. Biographisches Handbuch. Hrsg. vom Präsidenten des Niedersächsischen Landtages. Niedersächsischer Landtag, Hannover 1996, S. 24.

| Personendaten    | Personendaten                  |
| ---------------- | ------------------------------ |
| NAME             | Bachmann, Ernst                |
| KURZBESCHREIBUNG | deutscher Politiker (SPD), MdL |
| GEBURTSDATUM     | 3. Juni 1901                   |
| GEBURTSORT       | Kirchgandern                   |
| STERBEDATUM      | 28. August 1978                |
| STERBEORT        | Duderstadt                     |